# Dysdera incognita
Dysdera incognita är en spindelart som beskrevs av Peter Mikhailovitch Dunin 1991. Dysdera incognita ingår i släktet Dysdera och familjen ringögonspindlar. Inga underarter finns listade i Catalogue of Life.